# مانفريد مور
مانفريد مور (بالإنجليزية: Manfred Moore)‏ هو لاعب دوري الرغبي أسترالي، ولد في 22 ديسمبر 1950 في مارتينز في الولايات المتحدة.

## وصلات خارجية
- مانفريد مور على موقع مرجع كرة القدم المحترفة.كوم (الإنجليزية)